# Gelasio Caetani
Don Gelasio Caetani dei duchi di Sermoneta (Roma, 7 marzo 1877 – Roma, 23 ottobre 1934) è stato un diplomatico e politico italiano.

## Biografia

### Famiglia ed origine
Nato dalla nobile famiglia Caetani che aveva dato al papato due pontefici - Gelasio II (m. 1119) e Bonifacio VIII (1235-1303), diventato papa nel 1294 - Gelasio Caetani era figlio di Ada Bootle-Wilbraham (figlia del politico britannico Edward Bootle-Wilbraham, Barone di Skelmersdale e Conte di Lathom e della sua consorte Alice Villiers) e di Onorato Caetani, che era stato nel 1896 Ministro degli Esteri nel secondo governo del Marchese Antonio di Rudinì, nonché 16º Sindaco di Roma e Presidente della Società Geografica Italiana dal 1879 al 1887. Era inoltre nipote di Michelangelo Caetani (1804-1882), noto dantista e Governatore di Roma nel 1870, allorché, con plebiscito, la Città Eterna aveva aderito al Regno d'Italia. Erano suoi fratelli il noto orientalista Leone Caetani ed il musicista Roffredo Caetani. Gelasio possedeva i titoli di Nobile dei Duchi di Sermoneta, Nobile Romano, Patrizio Napoletano e Nobile di Velletri.

Grande impegno profuse, dal 1920 fino alla sua morte, nel riordinare il vasto archivio familiare con un monumentale lavoro di curatore-editore delle carte ivi conservate, che coprono un arco temporale dall'Alto Medioevo sino ai tempi moderni, dirigendone personalmente i lavori, e pubblicando la gran parte dei manoscritti dal 1920 al 1936 in numerose edizioni nell'ambito della collana "Documenti dell'Archivio Caetani", scrivendo anche personalmente la storia documentata della sua famiglia in "Domus Caietana", un'opera in più volumi (1927-1930).

A questo si aggiunse la sua attività di amministratore del patrimonio familiare durante la bonifica dell'Agro Pontino con la cessione dei 20.000 ettari del territorio del bacino di Piscinara e l'istituzione del parco di Ninfa a partire dal 1921 divenendo il primo presidente del Comitato per la lotta alla malaria e fervente sostenitore dell'istituzione di scuole nei territori bonificati.

### L'attività ingegneristica
Gelasio studiò assieme al fratello Leone presso il Liceo classico Ennio Quirino Visconti e nel 1901 si laureò in ingegneria presso l'Università di Roma conseguendo la specializzazione in ingegneria mineraria alla Columbia University School of Mines nel 1903. Viaggiò a lungo per l'Europa e nel 1906 si fece assumere negli Stati Uniti come semplice operaio, lavorando presso una fabbrica metallurgica nel Missouri. Forte della sua esperienza sul campo, restò a lungo in America impegnandosi come ingegnere per grandi compagnie locali, prima di fondare la società Caetani, Burch & Hershey a San Francisco.
Allo scoppio della prima guerra mondiale, tornò in Italia e si arruolò volontario nel Regio Esercito, prestando servizio come Sottotenente del 1º Reggimento Genio (Zappatori), meritando l'Ordine Militare di Savoia e tre Medaglie d'Argento al Valor Militare.
In particolare fu l'ideatore della galleria di mina sotto la cima del Col di Lana, che il 17 aprile 1916,dopo il brillamento, consentì alle truppe italiane di impossessarsi di un importante punto di osservazione e controllo delle vallate circostanti.

### L'attività politica e diplomatica
Gelasio Caetani fu un convinto nazionalista ed aderì all'Associazione Nazionalista Italiana, di cui fu uno dei più importanti dirigenti. Deputato nazionalista, fu tra quanti nell'A.N.I. sostenevano la necessità di un'alleanza con i fascisti, e partecipò alla Marcia su Roma. Nel 1922 fu nominato Ambasciatore d'Italia negli Stati Uniti, ove dovette trattare la delicata questione dell'annullamento dei debiti di guerra italiani verso Washington. Terminata la missione diplomatica negli USA (7 febbraio 1925), Gelasio Caetani rientrò in Italia e prestò servizio come Ambasciatore Onorario presso il Ministero degli Affari Esteri, occupandosi delle residenze diplomatiche italiane all'estero.